# 뉴사우스웨일스 주립 극장

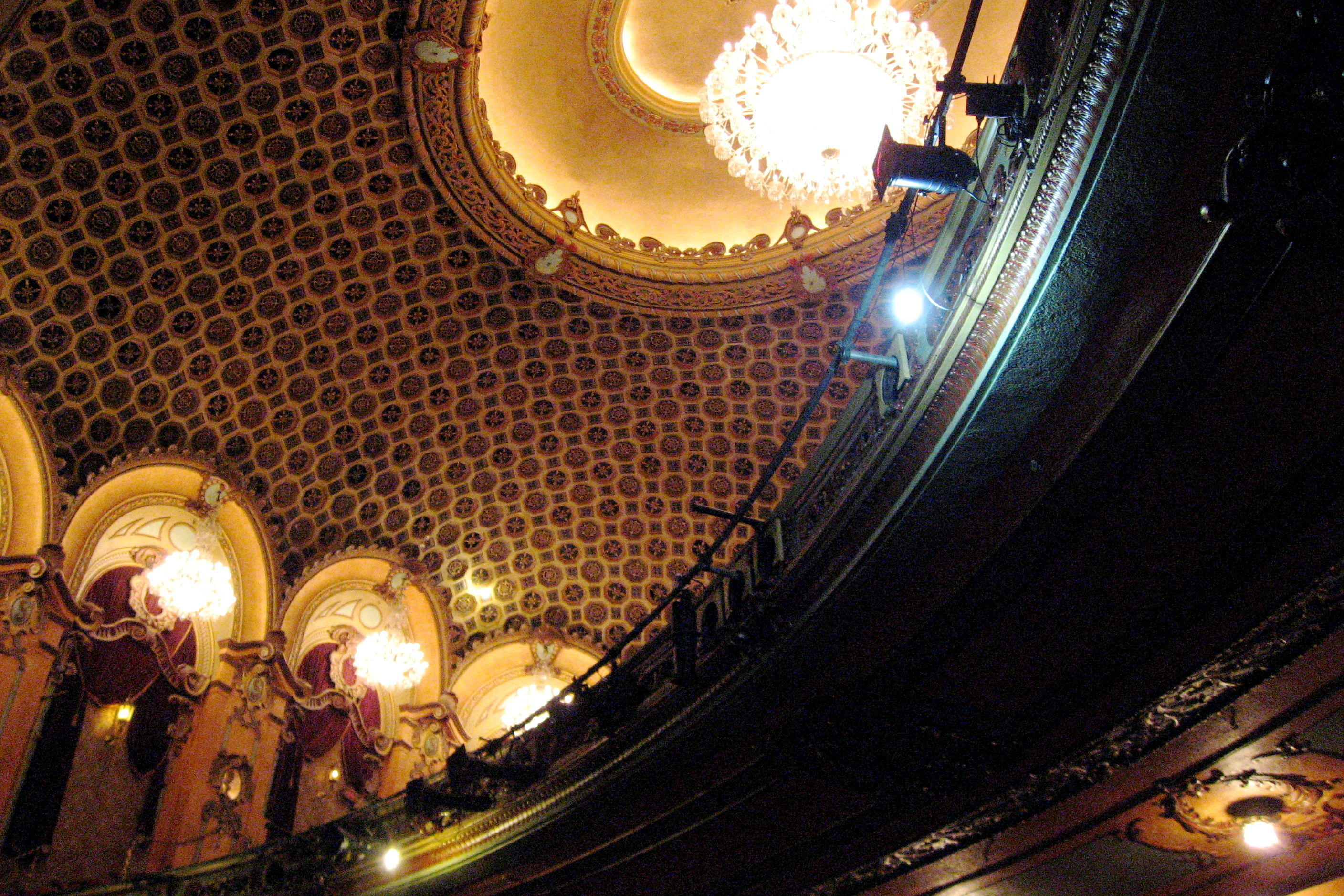
코이누르 샹들리에

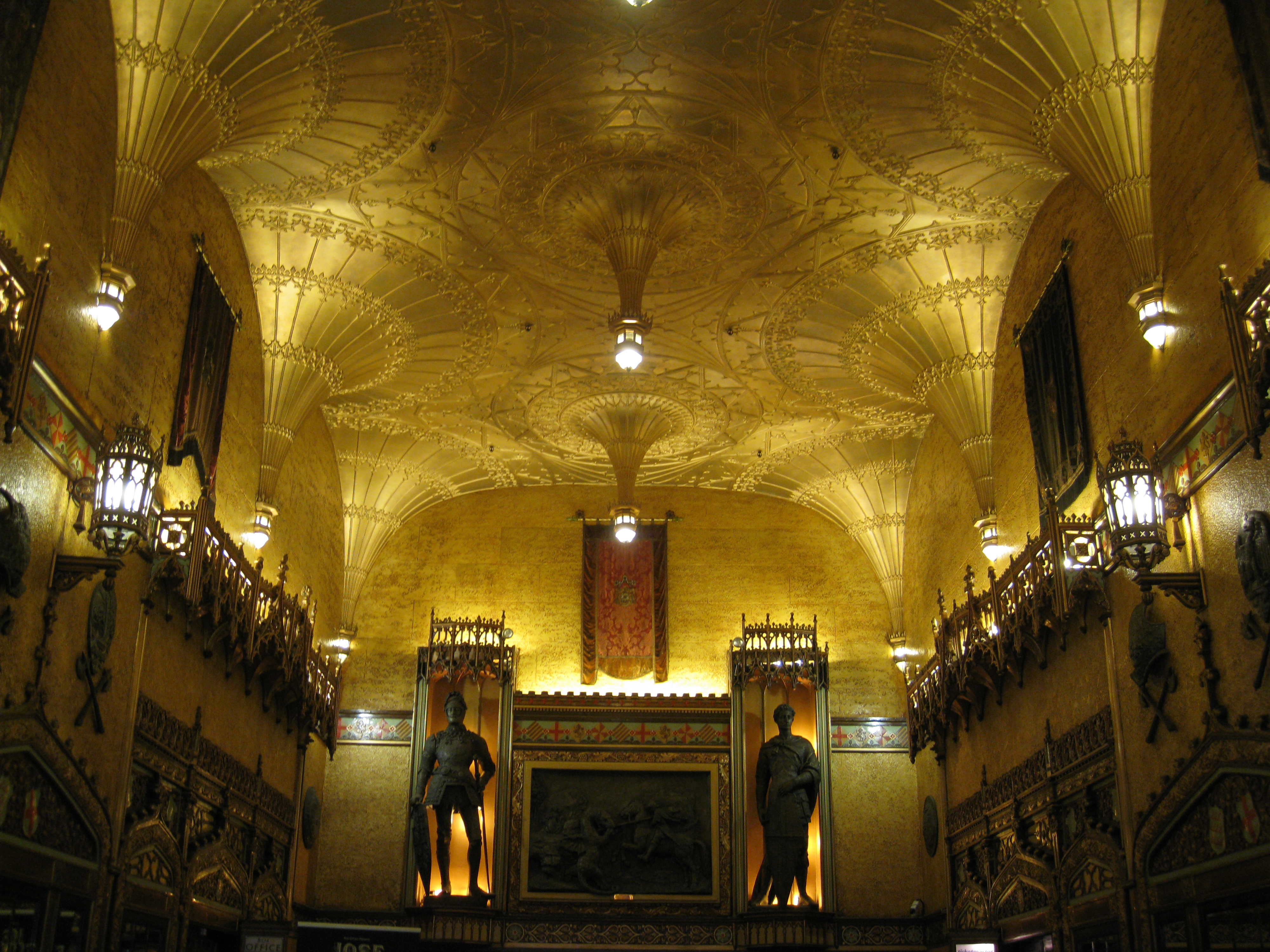
주립 극장 로비

뉴사우스웨일스 주립 극장(The State Theatre, Sydney) 오스트레일리아 뉴사우스웨일스주 시드니에 위치한 뉴사우스웨일스 주에서 운영하는 극장이다. 1929년 2,000석 규모로 설립되었다.
이 극장은 고딕 양식과 이태리 양식, 아르데코 양식으로 지어졌으며 벌리처 오르간과 코이누르 다이아몬드로 장식 된 지구상에서 2번째로 크며 그 무게가 4톤에 달하는 샹들리에가 설치되어 있다.

## 사진

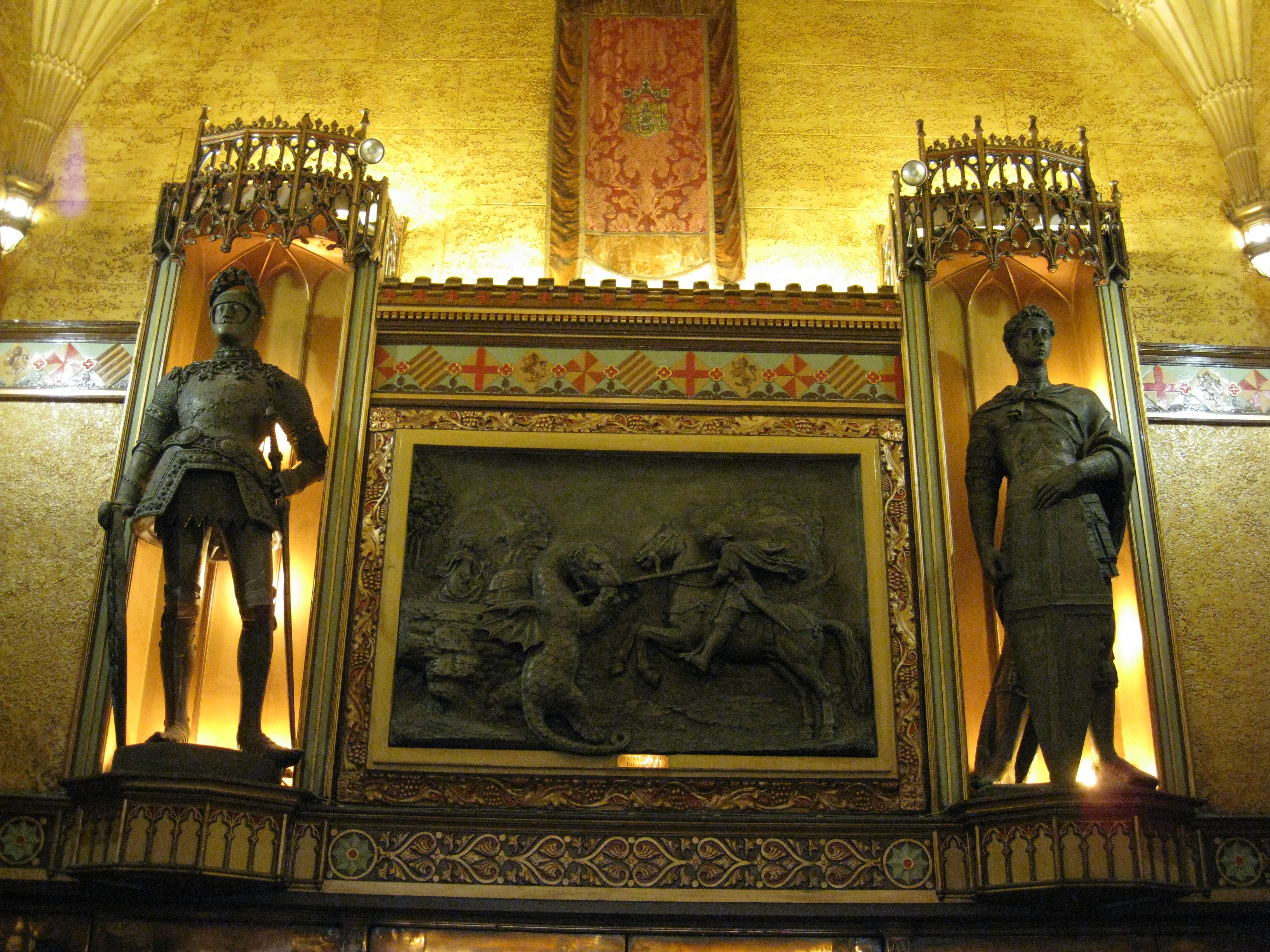
로비의 동상
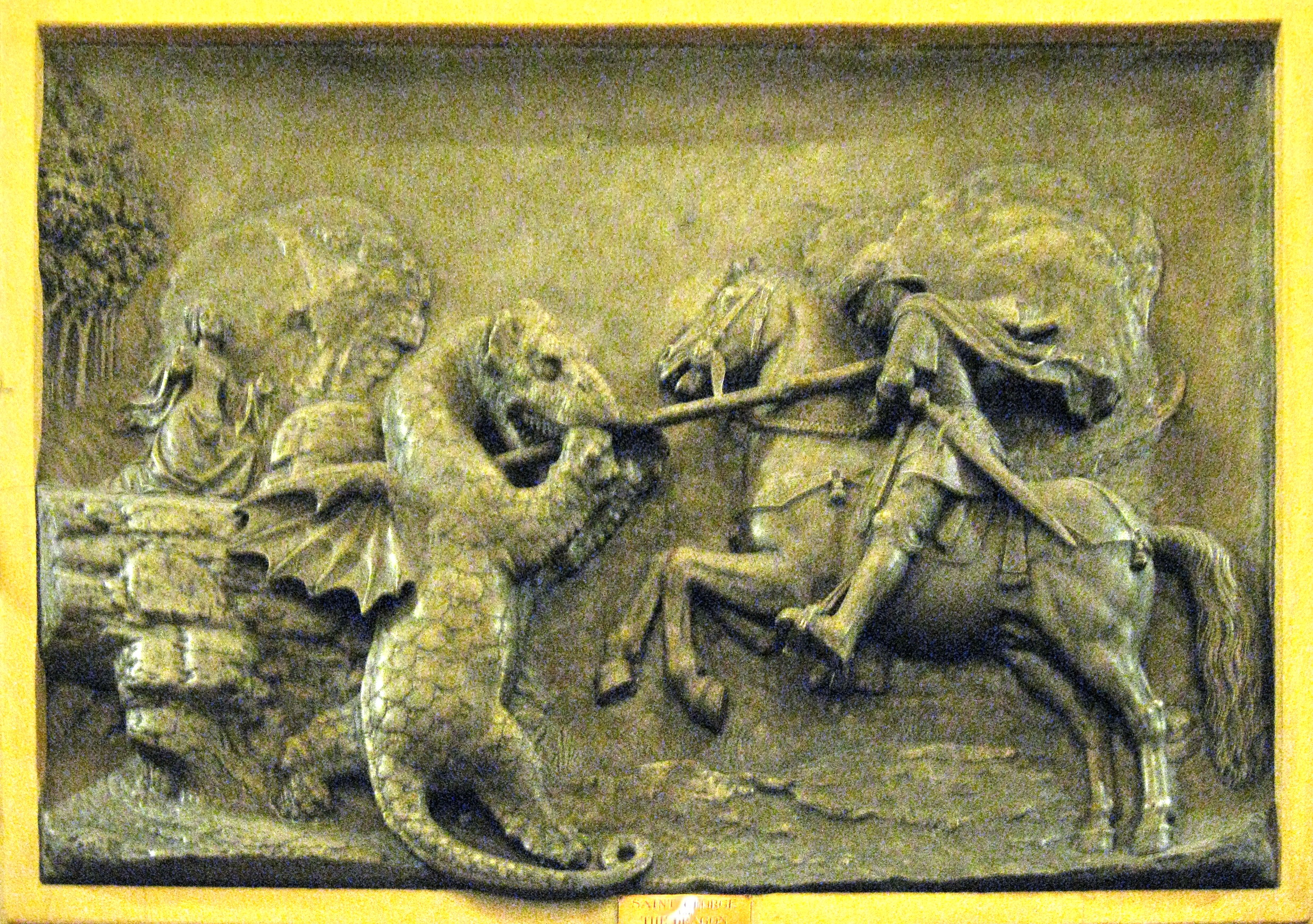
용 문양